# Vincent Goris
Vincent Goris (11 de diciembre de 1993) es un deportista neerlandés que compite en remo. Ganó una medalla de bronce en el Campeonato Europeo de Remo de 2021, en la prueba de cuatro scull ligero.

## Palmarés internacional
| Campeonato Europeo | Campeonato Europeo | Campeonato Europeo | Campeonato Europeo  |
| Año                | Lugar              | Medalla            | Prueba              |
| ------------------ | ------------------ | ------------------ | ------------------- |
| 2021               | Varese (Italia)    | Medalla de bronce  | Cuatro scull ligero |